# Juuse Saros
Juuse Saros (ur. 19 kwietnia 1995 w Forssa) – fiński hokeista, reprezentant Finlandii.
Jego ojciec Pekka (ur. 1961) jest sędzią koszykarskim.

## Kariera klubowa
- HPK U16 (2009-2011)
- HPK U18 (2011-2012)
- HPK U20 (2011-2013)
- HPK (2013-2015)
- Nashville Predators (2015-)
  -  Milwaukee Admirals (2015-)

Wychowanek i zawodnik klubu HPK. Grał w drużynach juniorskich w kolejnych kategoriach wiekowych. 30 czerwca 2013 w drafcie NHL z 2013 został wybrany przez Nashville Predators z numerem 99. W zespole seniorskim HPK w lidze SM-liiga rozpoczął grę w sezonie 2013/2014. 24 maja 2015 w KHL Junior Draft został wybrany przez białoruski klub Dynama Mińsk. Od czerwca 2015 zawodnik Nashville Predators.

## Kariera reprezentacyjna
Jest reprezentantem Finlandii. Grał kadrach juniorskich kraju do lat 16, na mistrzostwach świata do lat 18 edycji 2012, 2013, do lat 20 edycji 2014, 2015. W kadrze seniorskiej uczestniczył w turniejach mistrzostw świata w 2014, 2015, 2016.

## Sukcesy
Reprezentacyjne
- Brązowy medal mistrzostw świata juniorów do lat 18: 2013
- Złoty medal mistrzostw świata juniorów do lat 20: 2014
- Srebrny medal mistrzostw świata: 2014, 2016

Klubowe
- Brązowy medal Jr. A SM-liiga: 2012 z HPK U20
- Złoty medal Jr. A SM-liiga: 2012 z HPK U20

Indywidualne
- Jr. C SM-sarja 2010/2011:
  - Pierwsze miejsce w klasyfikacji skuteczności interwencji: 93,3%
  - Nagroda Jukki Tammiego - najlepszy bramkarz
  - Nagroda Teppo Numminena - najlepszy zawodnik
  - Skład gwiazd
- Jr. A SM-sarja 2011/2012:
  - Pierwsze miejsce w klasyfikacji skuteczności interwencji w fazie play-off: 93,6%
- Sezon kwalifikacji do Jr. B SM-sarja 2011/2012:
  - Pierwsze miejsce w klasyfikacji skuteczności interwencji: 95,7%
  - Pierwsze miejsce w klasyfikacji średniej goli straconych na mecz: 1,25
- Jr. A SM-sarja 2012/2013:
  - Pierwsze miejsce w klasyfikacji skuteczności interwencji: 93,3%
  - Pierwsze miejsce w klasyfikacji średniej goli straconych na mecz: 1,86
  - Najlepszy zawodnik w sezonie regularnym
  - Nagroda Jormy Valtonena - najlepszy bramkarz
  - Skład gwiazd
- Mistrzostwa świata do lat 18 w hokeju na lodzie mężczyzn 2013/Elita:
  - Drugie miejsce w klasyfikacji skuteczności interwencji w turnieju: 94,56%[3]
  - Drugie miejsce w klasyfikacji skuteczności interwencji w turnieju: 1,86
  - Pierwsze miejsce w klasyfikacji liczby obronionych strzałów w turnieju: 226
  - Najlepszy bramkarz turnieju[4]
  - Jeden z trzech najlepszych zawodników reprezentacji w turnieju[5]
- Mistrzostwa Świata Juniorów w Hokeju na Lodzie 2014/Elita:
  - Pierwsze miejsce w klasyfikacji skuteczności interwencji w turnieju: 94,30%[6]
  - Pierwsze miejsce w klasyfikacji skuteczności interwencji w turnieju: 1,57
  - Jeden z trzech najlepszych zawodników reprezentacji w turnieju[7]
  - Skład gwiazd turnieju[8]
- Liiga (2013/2014):
  - Trofeum Jarmo Wasama - najlepszy debiutant sezonu
- AHL (2015/2016):
  - Najlepszy bramkarz miesiąca - marzec 2016
  - Skład gwiazd pierwszoroczniaków